# Pelteobagrus fulvidraco
Pelteobagrus fulvidraco är en fiskart som först beskrevs av Richardson, 1846.  Pelteobagrus fulvidraco ingår i släktet Pelteobagrus och familjen Bagridae. Inga underarter finns listade i Catalogue of Life.